# 1607. grenadirski polk (Wehrmacht)
1607. (kavkaški) grenadirski polk (izvirno nemško 1607. Grenadier-Regiment (kaukas.); kratica 1607. GR) je bil pehotni polk Heera v času druge svetovne vojne.

## Zgodovina
Polk je bil ustanovljen aprila 1945 na Danskem kot del 499. ruske brigade.